# فنسنت كوش
فنسنت كوش (بالإنجليزية: Vincent Koch)‏ هو لاعب اتحاد الرغبي جنوب أفريقي، ولد في 13 مارس 1990 في كوازولو ناتال في جنوب أفريقيا.

## وصلات خارجية
- فنسنت كوش على موقع دوري الرغبي الممتاز (الإنجليزية)
- فنسنت كوش عل موقع إسبنسكروم (الإنجليزية)
- فنسنت كوش على موقع ItsRugby.co.uk (الإنجليزية)